# バルモラル城
バルモラル城（バルモラルじょう、Balmoral Castle [bælˈmɒrəl]）は、スコットランド・アバディーンシャーにある城。
周囲を森や荘園に囲まれたエステート・ハウス（Estate House）といわれる建物である。一帯はスコットランドでロイヤル・ディーサイド（Royal Deeside）として知られる、ディー川沿いの風光明媚な地域である。城と周囲の荘園は、ヴィクトリア女王の王配アルバートにより購入された。
イギリス王室の夏の休暇地として使用されている。バルモラル・エステート全体の面積は65,000エーカー（260平方キロメートル）。常勤職員が50人、非常勤職員が時期によって50人から100人となる。

## 歴史
バルモラル・エステートは、サー・ウィリアム・ドラモンドの自宅として1390年に建設されたのに始まる。エステートは以前はロバート2世が狩猟の際のロッジとして所有していた。ドラモンド家のあと、エステートは15世紀に第3代ハントリー伯アレグザンダー・ゴードンに売却された。ハントリー伯家は1662年にインヴァリーの氏族ファーガソンにバルモラルを売却し、1792年には第2代ファイフ伯へ売られた。この頃の1822年に、即位したばかりのジョージ4世はスコットランド訪問の際に立ち寄っている。

## ロイヤル・レジデンス
バルモラルは現在、イギリス王室の離宮として、王室一家が毎年夏の避暑地に使用しており、在位中所有者であった女王エリザベス2世とその夫であったエディンバラ公フィリップも生前毎年夏の避暑地としていた。サー・ロバート・ゴードン（1830年から1847年に自身が死去するまで、彼は城を賃貸させていた）が女王ヴィクトリアと王配アルバートに委託するかたちで、王室の邸宅として1848年から使われるようになった。夫妻はバルモラルの滞在を非常に好み、1852年に30,000ポンド支払って所有権を買った。アルバートはすぐに建築家ウィリアム・スミスと計画を立て15世紀の城を拡張させ、王室にふさわしい新しく大きな城に生まれ変わらせた。1856年に現在の建物が完成。
サンドリンガム・ハウスと同様、バルモラルはロイヤル・エステートの一部ではなく王室の私的財産である。エドワード8世が退位した1936年、彼は自分が相続した私的財産を、自動的に相続放棄しなかった。替わって即位したジョージ6世は、兄エドワードからバルモラルやサンドリンガム・ハウスを明白に買い取らなければならなかった。そのため、2つの王室の邸宅は王室の私的な避難所となったままなのである。
冷戦時代、核戦争が勃発した際の王室の避難所としてバルモラル城の名前が挙げられたことがある。
エリザベス2世は、1997年夏にバルモラルに滞在していた際、ダイアナ元王太子妃のパリでの交通事故死の一報が届き知った。だが彼女はロンドンへ急遽戻ることも、ダイアナに哀悼の意を表すこともしなかったために国民とマスコミによる批判の矢面に立たされた（2006年の映画「クィーン」は、この時の女王を題材にした作品である）。
2022年夏のバルモラル滞在中には議会多数派である保守党党首の交替があったため、9月6日午前中にボリス・ジョンソンがバルモラルを訪れエリザベス2世に首相からの辞表を提出し、午後には前日に保守党党首に就任したリズ・トラスの首相任命式が行われた。これらは通常であればバッキンガム宮殿にて行われるが、エリザベス2世が96歳と高齢でロンドンへの移動が困難だったためバルモラルで行われた。バルモラルで首相任命式が行われたのは1885年以来のことであった（女王：ヴィクトリア、首相：第3代ソールズベリー侯）。
2022年9月8日、エリザベス2世はこの地に於いて崩御した。